# Charles-Georges Fenouillot de Falbaire de Quingey

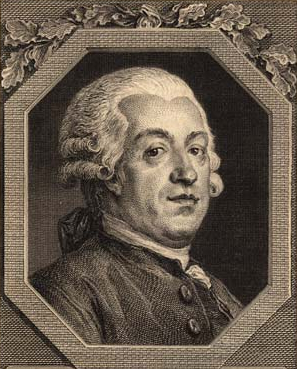
Charles-Georges Fenouillot de Falbaire de Quingey

Charles-Georges Fenouillot de Falbaire de Quingey (Salins-les-Bains, 16 de julio de 1727; Sainte-Menehould 8 de octubre de 1800) fue un escritor francés, dramaturgo y enciclopedista.

## Biografía

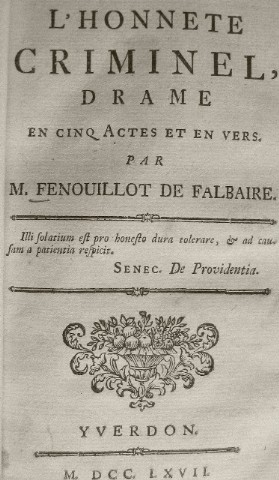
Portada de la obra dramática L'Honnête Criminel, ou l'Amour Filial. (1767)

Su padre era administrador de las salinas en Salins (régisseur des Salines de Salins). Estudió en el Collège Louis le Grand de París. En el año 1772 recibió la Baronnie de Quingey. En 1774 sucedió a su padre en el cargo de director general de las Salines de Salins.
Como funcionario público, trabajó primeramente en la administración francesa de finanzas, ministériel des finances royales en France. Más adelante, en 1782, el rey Luis XVI lo nombró en el cargo de inspector general de las salinas de las regiones de Franche-Comté, Lothringen y Trois-Évêchés.
Como tenía asegurado el sustento le fue posible dedicarse al teatro. La poesía de Jean-François Marmontel inspiró su trabajo. Escribió varias obras de teatro, como el drama Honnête criminel que recibió la admiración explícita de Voltaire, pero que se había prohibido en París.
Fenouillot de Falbaire sufrió algunos reveses importantes en su vida privada, por ejemplo, su esposa Marie Arnaud (1757), de veintiséis años, se convirtió en la amante del jefe de aduanas, Fermier généraux Nicolas Beaujon (1718-1786). Fenouillot de Falbaire tuvo un hijo con Marie Arnaud, Jean Nicolas Fenouillot de Falbaire (1782-1816).
Editó los artículos Insensibilité, Salines de Franche-Comté, Salines de Salins y Salines de Montmorot para la Encyclopédie de Denis Diderot y Jean-Baptiste le Rond d’Alembert.

## Obras (selección)

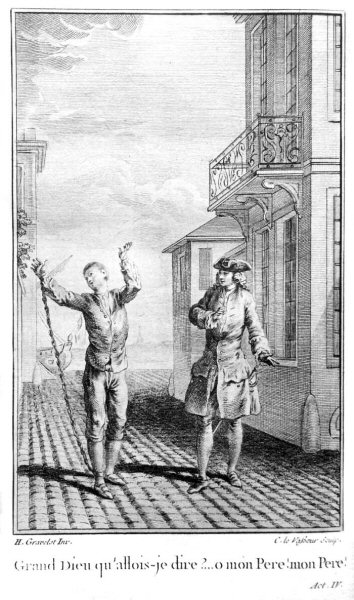
Ilustración de L'Honnête Criminel. Grabado de Jean-Charles Levasseur (1734-1816)

- L’Honnête Criminel, ou l'Amour Filial. Drama en cinco actos, publicado en 1767 y puesto en escena en París por el comediante francés M. de Villeroy el 2 de febrero de 1768; París, Théâtre de la Cour, Comediantes ordinarios de rey, 10 de julio de 1769.[2]
- Les Deux Avares. Comedia en dos actos, Fontainebleau, vor seiner Majestät, 27 de octubre y 7 de noviembre de 1770; París, Théâtre Italien, 6 de diciembre de 1770
- Les Jammabos, ou Les moines japonois, tragédie dédiée aux mânes de Henri IV, et suivie de remarques historiques. (1779)[3]
- Le Fabricant de Londres. Drama en cinco actos, París, Comédie-Française, 12 de enero de 1771
- Sémire et Mélide ou le Navigateur. Brusels, Grand Théâtre de la Monnaie, 27 de septiembre de 1773
- L’École des mœurs, ou les Suites du libertinage. Drama en cinco actos, París, Comédie-Française, 13 de mayo de 1776
- L’Honnête Homme, ou L'Innocence reconnue. Drama en cinco actos (1790)[4]
- Avis aux gens de lettres contre les prétensions des libraires. (1770)[5]
- Œuvres de M. de Falbaire de Quingey. (en 2 volúmenes, 1787)
- La Rencontre d’auberge, ou le déjeuner breton. (1789)
- Mémoire adressé au Roi et à l’Assemblée nationale, sur quelques abus et particulièrement contre une vexation de M. Doüet de La Boullaye. (1789)
- Mémoire de l’auteur de l'Honnête criminel contre les Comédiens français ordinaires du roi, suivi de la délibération du comité des auteurs dramatiques. (1790)
- Lettre adressée le 3 septembre 1790 à M. Necker, et suivie de quelques réflexions, tant sur sa retraite que sur la continuation de l’existence ministérielle de M. Lambert, encore à présent contrôleur général des finances. (1790)